# Choi Sung-kuk
Choi Sung-kuk (최성국?, 崔成國?; Seul, 8 febbraio 1983) è un ex calciatore sudcoreano, di ruolo attaccante.

## Palmarès

### Club

#### Competizioni nazionali
- Campionato sudcoreano: 1

Ulsan Hyundai: 2005
- Supercoppa della Corea del Sud: 1

Ulsan Hyundai: 2006

#### Competizioni internazionali
- A3 Champions Cup: 1

Ulsan Hyundai: 2006

### Nazionale
- Giochi asiatici: 1

2002